# リンク層
リンク層（Link layer）とはインターネット・プロトコル・スイートにおける一番下の層である。なおインターネット・プロトコル・スイートは一般的に、インターネットのネットワークアーキテクチャであるTCP/IPとして知られている。リンク層は RFC 1122 と RFC 1123 に記述されており、ホストが物理的に接続されているリンクにしか作用しないメソッドや通信プロトコルをまとめたものである。リンクとは、ネットワークにホストやノードを相互接続するために使用される、物理的かつ論理的なネットワークの構成要素である。リンクプロトコルとはLANセグメントやWAN接続において、隣接するネットワークノード間にしか作用しないメソッドや規格の一式である。
TCP/IPとOSIでは層の分け方が異なるにもかかわらず、リンク層はOSI参照モデルのデータリンク層（レイヤ2）と物理層（レイヤ1）とを組み合わせたものとして説明されることもある。しかしながら、TCP/IPにおける層は操作する範囲（アプリケーション、ホストツーホスト、ネットワーク、リンク）の説明であり、プロシージャ、データセマンティクス、またはネットワーク技術を操作するための詳細な規定ではない。
RFC 1122では、イーサネットやIEEE 802などのLANプロトコルや、PPPなどのフレーミングプロトコルがリンク層に属していることを例示している

## 規格や教本による定義
イーサネットやIEEE 802などのLAN標準仕様では、TCP/IPモデルではなく7つの階層から成るOSI参照モデルの用語を使用する。一般的にTCP/IPモデルは物理的な仕様を考慮しておらず、リンクにメディアレベルのフレームを配信可能なネットワークインフラストラクチャを想定している。そのためTCP/IPモデルの定義であるRFC 1122やRFC 1123では、ハードウェアの問題や物理的なデータ転送を議論せず、それらの側面の規格を設定していない。教本の著者の中には、物理的なデータ転送の側面はリンク層の一部であるという解釈を支持する者もいるが、その一方で物理的なデータ転送規格は通信プロトコルとはみなせず、TCP/IPモデルの一部ではないと仮定する者もいる。これらの著者たちからは、層の分け方についての説明が修正されて、リンク層ではなくその下の層であるハードウェア層や物理層もしくはそれらのいくつかを組み合わせたものに対してOSI用語のデータリンク層が採用されたと考えられている。TCP/IPモデルの前身であるARPAnet Reference Model（RFC 908、1982年）では、リンク層の側面はネットワークアクセス層、ネットワークアクセスプロトコル、またはネットワーク層などのいくつかの不完全に定義された用語により指し示され、リンク層よりも上の層はインターネットワーク層と呼ばれる。現代の教本の中には、リンク層やデータリンク層に対してネットワークインタフェース層、ホストツーネットワーク層、またはネットワークアクセス層という異名を与えているものもある。さらにそれらの層にはリンク層やデータリンク層だけではなく、物理層も含まれていることが多い。

## リンク層プロトコル
TCP/IPモデルにおけるリンク層は、ホストが接続されたローカルネットワークセグメント（リンク）でしか作用しないネットワークプロトコルのことがよく説明されている分野である。このようなプロトコルパケットはその他のネットワークに転送されない。
Internet Engineering Task Force (IETF) により指定された、リンク層における中心となるプロトコルは、Address Resolution Protocol (ARP)、Reverse address resolution protocol (RARP)、および近隣探索プロトコル (NDP) である。NDPはIPv6においてARPと同様の機能を提供する手段である。IPv6の出現により、リンク層のレベルでもOpen Shortest Path First (OSPF) が作用するよう考慮されている。なおOSPFプロトコルのIPv4バージョンはインターネット層で作用することが考慮されていた。
TCP/IPモデルを検討する際、リンク層に適したもう1つのリンクステート型ルーティングプロトコルとしてIS-IS (RFC 1142) が存在する。しかしながらIS-ISはOSI参照スタック内で開発されたレイヤ2プロトコルであり、インターネット標準ではない。

## OSI参照モデルとの関係
TCP/IPモデルのリンク層は、開放型システム間相互接続 (OSI) プロトコルスタックにおけるデータリンク層と物理層を組み合わせたものと直接比較されることが多い。これらの層はプロトコルの技術的な範囲においてはある程度一致はしているが、同一ではない。TCP/IPのリンク層は、OSIスタックの各層とはより広い範囲や原理に渡って異なる分類の概念と用語である。このことは、Address Resolution Protocol (ARP) などのTCP/IPモデルのリンク層に限定された特定のプロトコルが、OSIのデータリンク層とネットワーク層の中間に相当すると言われることが多いことからも良く分かる。一般的に、直接の比較や厳密な比較は避けるべきである。なぜならTCP/IPにおける層分けは主要な設計基準ではなく、「有害である」とみなされることが多いからである (RFC 3439)。
時々遭遇する別の用語であるネットワークアクセス層は、物理ネットワークとリンク層との近さを示唆しようとしている。しかしながら、この使い方はミスリーディングで標準的ではない。なぜならリンク層は単なるネットワークアクセスよりも広い範囲の機能を示唆するからである。重要なリンク層プロトコルは、ローカルネットワークのトポロジーを証明したり、ルーターや近隣のホストを発見することのように、ネットワークへのアクセスを超えた機能のために使用される。

## IETF規格
- RFC 1122, "Requirements for Internet Hosts -- Communication layers," IETF, R. Braden (Editor), October 1989
- RFC 1123, "Requirements for Internet Hosts -- Application and Support," IETF, R. Braden (Editor), October 1989
- RFC 893, "Trailer Encapsulations," S. Leffler and M. Karels, April 1984
- RFC 826, "An Ethernet Address Resolution Protocol," D. Plummer, November 1982
- RFC 894, "A Standard for the Transmission of IP Datagrams over Ethernet Networks," C. Hornig, April 1984
- RFC 1042, "A Standard for the Transmission of IP Datagrams over IEEE 802 Networks," J. Postel and J. Reynolds, February 1988
- RFC 2740, "OSPF for IPv6", R. Coltun, et al., December 1999